# Булава президента Украины

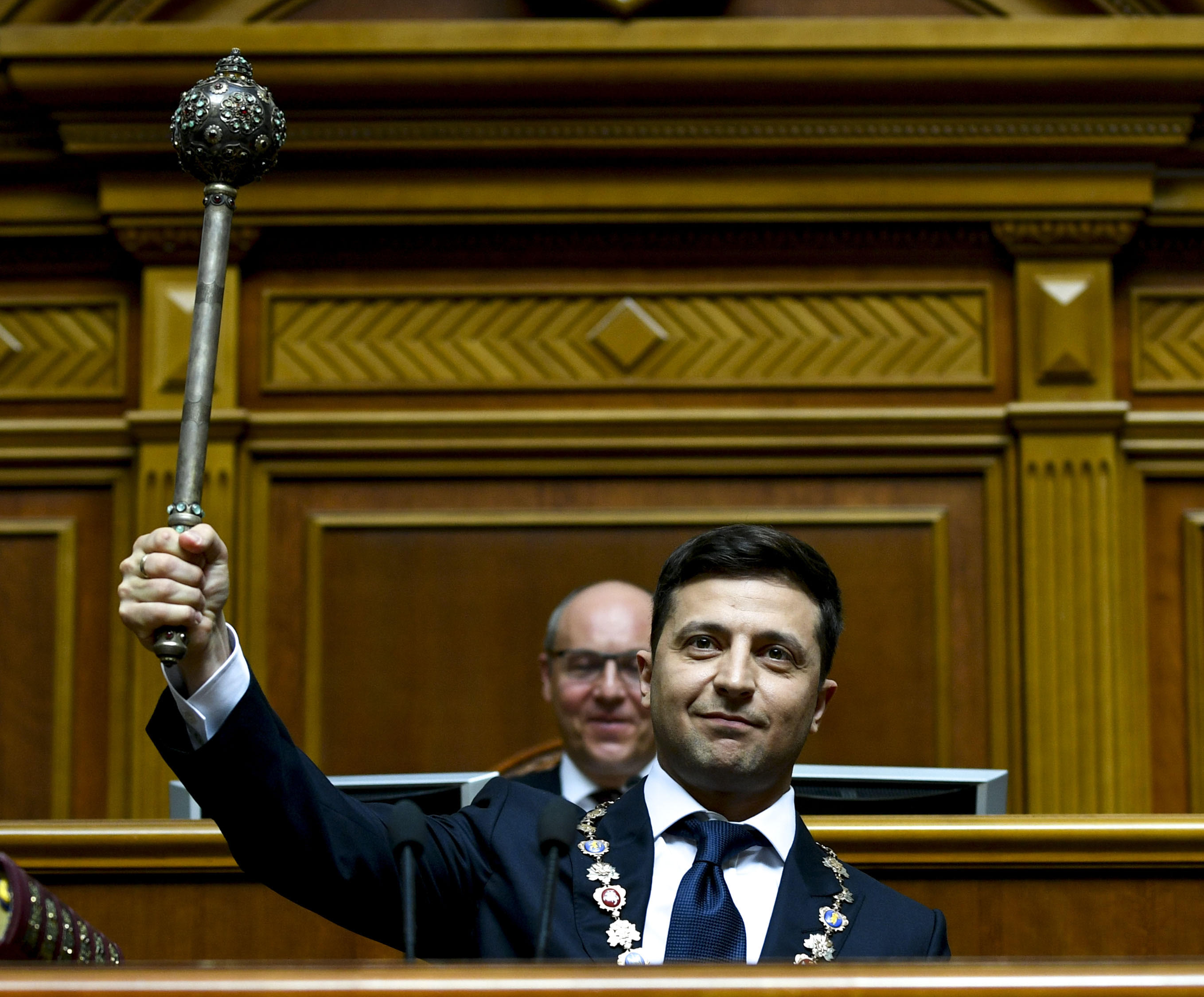
Владимир Зеленский с булавой во время инаугурации

Булава Президента Украины — один из официальных символов Президента Украины. Изготовлен из позолоченного серебра. Рукоятка и верхушка булавы Президента Украины украшены декоративным орнаментом и украшены драгоценными камнями. Футляр к булаве Президента Украины изготовлен из красного дерева, украшен рельефным изображением малого Государственного Герба Украины из жёлтого металла.
Булава президента Украины свидетельствует о преемственности многовековых исторических традиций украинского государства — церемониальные булавы были знаками власти украинских гетманов, кошевых атаманов Запорожской Сечи, сечевых и реестровых казацких полковников.

## Описание
Вес президентской булавы — 750 грамм. Состоит она из двух полых частей: рукоятки и так называемого яблока. Яблоко булавы украшено золотыми орнаментальными медальонами и увенчана золотым стилизованным венцом, украшенным камнями и эмалью. Согласно традиции, на ней 64 камня (изумруды и гранаты) в сложной золотой оправе. В булаву спрятан трёхгранный стилет из булатной стали с выгравированным позолотой латинским девизом «OMNIA REVERTITUR» («Всё возвращается», укр. Все повертається). Стилет из булавы извлекается с помощью кнопки, украшенной якутским изумрудом. Хранится булава в резном ящике из красного дерева. Ложемент — из пурпурного бархата. Сначала на ящике поставили замок, который впоследствии заменили позолоченной фигуркой ангела-хранителя, чтобы не затруднять открывание ящика во время церемоний.